# The Shivering Truth
The Shivering Truth es una serie de televisión estadounidense de animación para adultos en stop motion, surrealista, de antología y comedia sketch, creada por Vernon Chatman y dirigida por Chatman y Cat Solen. El programa es producido por Solen con las empresas PFFR y ShadowMachine. Se estrenó el 9 de diciembre de 2018 en Adult Swim; el episodio piloto se publicó el 22 de mayo del mismo año en el sitio web de Adult Swim.
El 7 de noviembre de 2019, se anunció que la serie sería renovada para una segunda temporada. Esta se estrenó el 10 de mayo de 2020.

## Estilo y contenido
En un comunicado de prensa realizado por Adult Swim en mayo de 2017, se describió a The Shivering Truth como una:

Comedia de antología elaborada delicadamente y oscuramente surreal (...) de daymares dolorosamente desenfrenadas, que rebosan de la lógica de los sueños. Una serie de parábolas emocionales poco vinculadas, que tratan sobre historias dentro de cuentos salidos de las cavernas más profundas del inconsciente, que se convirtieron en animaciones stop motion amigables que te dejan sin aliento- en otras palabras, es la verdad.

Los personajes del programa son títeres de alrededor de 250 mm, con armazones a base de alamabre y elaborados con lana, poliestireno y resina. Chatman comentó que para completar los seis episodios se necesitó de alrededor de seis meses para la producción física, un mes para la grabación, y dos meses y medio de posproducción.
Algunas de las inspiraciones personales de Chatman para el programa incluyen el trabajo de Terry Gilliam en Monty Python's Flying Circus, del que comentó: «lo vi cuando era muy joven, así que me asustó. No sabía cuándo comenzaba o terminaba la animación». También explicó que muchas de sus influencias «no son animadas, principalmente en filmes cortos, novelas, incluso programas de radio. Una reciente es sobre los libros de David Eagleman acerca del cerebro. Es un neurocientífico y te da 40 versiones diferentes de la vida después de la muerte, y ninguna de ellas puede coexistir». Asimismo, Solen ha hablado sobre su inspiración para la serie y ha señalado tanto a la película The Wizard of Speed and Time como a la adaptación cinematográfica de la novela Las brujas, de Roald Dahl, que incluía los títeres de Anjelica Huston y Jim Henson .

## Temporadas
| Temporada | Temporada | Episodios | Episodios | Emisión original       | Emisión original        |
| Temporada | Temporada | Episodios | Episodios | Primera emisión        | Última emisión          |
| --------- | --------- | --------- | --------- | ---------------------- | ----------------------- |
|           | 1         | 6         | 6         | 9 de diciembre de 2018 | 23 de diciembre de 2018 |
|           | 2         | 6         | 6         | 31 de marzo de 2020    | 15 de junio de 2020     |

## Recepción

### Crítica
Daniel Kurland de Den of Geek elogió el piloto junto con los subsiguientes episodios, le dio al programa un puntaje de 5/5 y lo llamó «una de las mejores cosas que he visto en mi vida». Jonathan Barkan de Dread Central se refirió a la serie como «un genio cargado de puras pesadillas» y escribió que «parece el bebé desechado de Charlie Kaufman y Wes Anderson (...) está llena de humor absurdo, el tipo de contenido que te hará verlo y no estar seguro de si deberías reirte, retorcerte o mirar a tus amigos y preguntar "¿Qué demonios?"».
Dave Trumbore de Collider mencionó que «no muy a menudo puedes llegar a poner este nivel de destreza y locura en una cadena de televisión internacional» y que «definitivamente te reirás mientras ves The Shivering Truth, pero hay una gran probabilidad de que también vomites».